# 博乐阿拉山口机场
博乐阿拉山口机场是中华人民共和国新疆维吾尔自治区博尔塔拉蒙古自治州博乐市的一座民用机场，位于博乐市以东18公里，双河市以北10公里 ，距阿拉山口57公里。机场占地面积2550亩，于2009年7月21日动工建设，投资概算3.2亿元人民币，于2010年7月10日建成通航。飞行区等级按民航4C级规划建设，拥有4个停机位，可满足波音737－800及以下机型起降，乘客主要以商贸和旅游为目的。设计年旅客吞吐量20万人次，货邮吞吐量1200吨。

## 航空公司及航点
2025年夏秋航季（3月30日至10月25日），开通运营航线12条，通航城市14个。
| 航空公司     | 目的地                                             |
| ------------ | -------------------------------------------------- |
| 华夏航空     | 阿勒泰、塔城、庫爾勒、阿克蘇、喀什、哈密、克拉玛依 |
| 中国南方航空 | 乌鲁木齐、武漢                                     |
| 天津航空     | 乌鲁木齐                                           |
| 成都航空     | 吐鲁番、庫爾勒、阿克蘇、库车                       |
| 乌鲁木齐航空 | 郑州、兰州                                         |
| 四川航空     | 成都/雙流                                          |